# Isoxazol
Isoxazol ist ein von Furan und Pyrrol abgeleiteter stickstoffhaltiger Heterocyclus. Im Unterschied zum isomeren Oxazol befindet sich das Sauerstoffatom neben dem Stickstoff.

## Darstellung
Die Darstellung des unsubstituierten Isoxazol durch Umsetzung von Propinal mit Hydroxylamin wurde erstmals 1903 von Ludwig Claisen beschrieben. Als Ausgangsverbindung kann auch 2-Chloracrolein eingesetzt werden, das beim Erhitzen mit wässrigem Hydroxylaminhydrochlorid Isoxazol ergibt.
Die Cycloaddition von Norbornadien (3) mit Knallsäure – in situ mit Triethylamin aus Formohydroximoyljodid (2) freigesetzt – ergibt ein Isoxazol-Derivat (4), das durch eine thermische Retro-Diels-Alder-Reaktion Cyclopentadien (5) und Isoxazol (6) ergibt. Formohydroximoyljodid  wird durch Umsetzung von Knallquecksilber (1) mit Iodwasserstoff und Kaliumiodid erhalten.

## Vorkommen und Verwendung
Isoxazolringe finden sich als Strukturelement in einigen Naturstoffen wie z. B. Ibotensäure und Muscimol, die aus dem Fliegenpilz (Amanita muscaria) und dem Pantherpilz (Amanita pantherina) isoliert wurden. Isoxazole bilden auch die Grundlage für eine Reihe von Medikamenten, z. B. der COX-2-Inhibitor Valdecoxib (Bextra).

## Eigenschaften
Das UV-Spektrum von Isoxazol hat sowohl in wässrigen als auch in ethanolischen Lösungen ein Absorptionsmaximum bei 211 nm. Die Verbindung gehorcht nicht dem Lambert-Beerschen Gesetz und weist mit zunehmender Konzentration Hypochromie (Abnahme der Bandenintensität) auf. Dieser Effekt ist eine Folge des Dipolmoments (2,76 Debye in Benzol, 3,01 Debye in Dioxan) und der antiparallelen Sandwich-Selbstassoziation über Dipol-Dipol-Wechselwirkungen.
Molekülorbital-Berechnungen zeigen, dass die 4-Position des Moleküls die größte Reaktivität bezüglich einer elektrophilen Substitution aufweist. Die Aromatizität der Verbindung ist moderat und geringer als die von Oxazol.
Isoxazol ist eine sehr schwache Base (pKa=−2,03) und schwächer als andere heterocyclische Verbindungen wie Pyridin, Thiazol oder Oxazol. Dies deutet auf die dominierende induktive Wirkung des stark elektronegativen Ringsauerstoffs.

## Externe Links zu erwähnten Verbindungen
1. ↑  Externe Identifikatoren von bzw. Datenbank-Links zu 2-Chloracrolein:  CAS-Nr.: 683-51-2, PubChem: 560790, ChemSpider: 487511, Wikidata: Q27265762.